# Избори за народне посланике Републике Српске 1998.
Избори за народне посланике Републике Српске 1998. одржани су 12. и 13. септембра као дио општих избора у БиХ. На овим изборима је почео да се користи Сент-Лагијев метод расподјеле мандата умјесто до тада примјењиване Херове квоте и метода највећег остатка. Тако су  у расподјели мандата могли учествоватии и политички субјекти који добију мање од 1,2% гласова.

## Резултати
| Српска демократска странка                         | 160.594 | 21,7 | 19 |
| Коалиција за цјеловиту и демократску БиХ           | 125.546 | 16,9 | 15 |
| Српска радикална странка РС                        | 97.244  | 13,1 | 11 |
| Српски народни савез РС                            | 95.817  | 12,9 | 12 |
| Социјалистичка партија РС                          | 79.179  | 10,7 | 10 |
| Странка независних социјалдемократа                | 54,058  | 7,3  | 6  |
| Радикална странка РС                               | 27.119  | 3,7  | 3  |
| Социјалдемократска партија БиХ                     | 19.892  | 2,7  | 2  |
| Српска коалиција за РС                             | 19.198  | 2,6  | 2  |
| Хрватска демократска заједница БиХ                 | 11.471  | 1,6  | 1  |
| НХИ — ХКДУ                                         | 10.546  | 1,4  | 1  |
| Коалиција за краља и отаџбину                      | 3.044   | 0,4  | 1  |
| остали                                             |         |      | -  |
| Укупно                                             | 741.761 | 100  | 83 |
| Неважећи гласови                                   | 102.559 | -    | -  |
| Извор: Статистички годишњак Републике Српске 2013. |         |      |    |

### Расподјела мандата
| СДС 19 КЦДБиХ 15 СНС РС 12 СРС РС 11 |  | СП РС 10 СНСД 6 РС РС 3 СДП БиХ 2 |  | СКзРС 2 ХДЗ БиХ 1 НХИ — ХКДУ 1 КзКиО 1 |